# Cap Higuer
El cap Higuer (basc: Higer lurmuturra) és un cap del golf de Biscaia, el més oriental de la mar Cantàbrica, que sobresurt al final de la serra de Jaizkibel al municipi d'Hondarribia. El lloc alberga un far, a més d'un càmping i un parell de fondes. És considerada la franja terrestre més occidental dels Pirineus, i el sender GR 11 s'inicia en aquest indret.

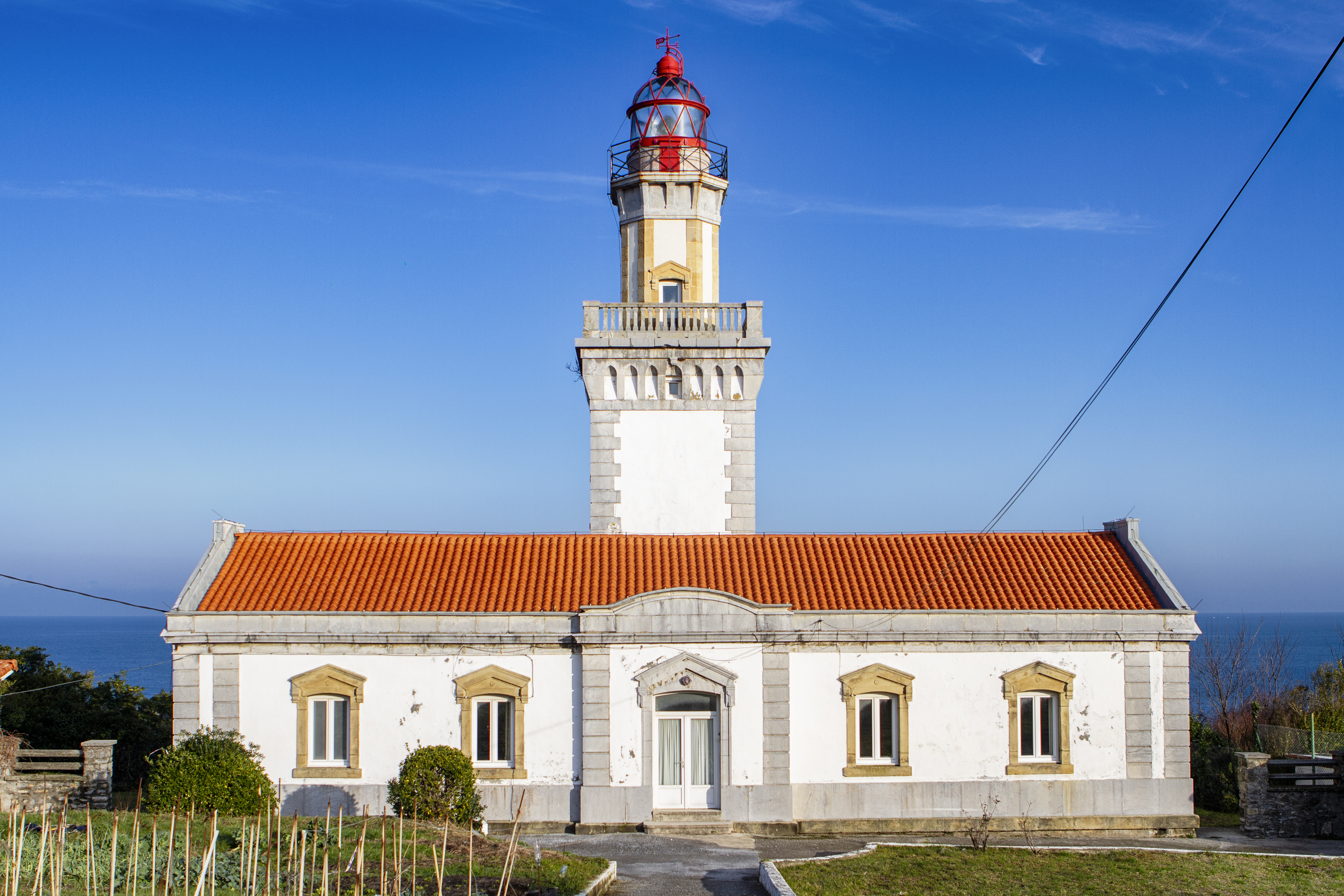
Far del cap Higuer

S'hi han trobat vestigis romans que són testimoni de l'antiga població d'Oiaso.